# 白木苺
白木 苺（しらき いちご）は、日本の漫画家。

## 来歴
第1回Gファンタジーマンガ大賞にて「血桜」で奨励賞+審査員特別賞受賞（白姫名義）。
第9回スクウェアエニックス漫画賞特別大賞受賞。2007年に全4話で短期連載をする。

## 作品リスト
- 『Diabolic Garden』スクウェア・エニックス〈Gファンタジーコミックス〉全3巻（『月刊Gファンタジー』連載）
- 『停電少女と羽蟲のオーケストラ』スクウェア・エニックス〈Gファンタジーコミックス〉全4巻（『月刊Gファンタジー』連載）
- 『インディゴの夜』スクウェア・エニックス〈ビッグガンガンコミックス〉全4巻（『月刊ビッグガンガン』2013年Vol.12 - 2016年Vol.3）
- 『公爵令嬢ティアレシアの復讐〜悪魔の力、お借りします〜』スクウェア・エニックス〈ガンガンコミックス UP!〉全3巻（原作：奏舞音、キャラクター原案：ぽぽるちゃ、『マンガUP!』連載）
  1. 2021年4月7日発売[1][2]、ISBN 978-4-7575-7188-4
  2. 2022年3月7日発売[3]、ISBN 978-4-7575-7794-7
  3. 2023年6月7日発売[4]、ISBN 978-4-7575-8602-4
- 『黒狼王と白銀の贄姫 辺境の地で最愛を得る』KADOKAWA〈フロースコミックス〉既刊5巻（原作：高岡未来、キャラクター原案：vient、構成協力：理、『ComicWalker』2022年10月28日 - 連載中）
  1. 2023年3月17日発売[5][6]、ISBN 978-4-04-682129-4
  2. 2023年10月16日発売[7]、ISBN 978-4-04-682904-7
  3. 2024年3月14日発売[8]、ISBN 978-4-04-683493-5
  4. 2024年10月17日発売[9]、ISBN 978-4-04-683973-2
  5. 2025年3月17日発売[10]、ISBN 978-4-04-684752-2